# Maruina colombicana
Maruina colombicana är en tvåvingeart som beskrevs av Wagner och Joost 1994. Maruina colombicana ingår i släktet Maruina och familjen fjärilsmyggor.
Artens utbredningsområde är Colombia. Inga underarter finns listade i Catalogue of Life.